# ウルグアイの原子力
ウルグアイの原子力（ウルグアイのげんしりょく）では、ウルグアイにおける原子力のエネルギー政策について説明する。
ウルグアイでは1997年の法律 によって原子力の使用が禁止されている。にもかかわらず、この国には原子力研究センター や放射線防護の国家規制当局といった、その使用を規定する機関が幾つかある。
そのほかにも、ウルグアイは研究および人材育成のための小型原子炉を数年間保有していた。1964年にアメリカ合衆国から持ち込まれ、1978年にマルビン・ノルテにある原子力研究センターの建物で稼働が始まった。1985年に腐食が検出されたため停止され、全ての核燃料が除去された。1年後、チェルノブイリとゴイアニアでの原子力事故が発生した。このことは世論に影響を与え、フリオ・マリア・サンギネッティ大統領（第1期）任期中の1988年にウルグアイとカナダの間で原子エネルギーの協調合意が調印され、その中でパソ・デ・ロス・トロス市に原子力発電所の建設が計画された。この発表は社会不安を引き起こし、原子力に関する討論会の開催が決定された。結果として、議会は合意を批准しないどころか、国内の原子力を禁止する法律を可決した。
2007年のウルグアイにおけるエネルギー危機が、ウルグアイにタバレ・バスケス大統領のもとで原子力の討論を再開させることになった。この時、行政部門は発電のための原子力使用および原子力発電所の設置に関する研究に専念する超党派の委員会を設立した。福島の事故は、特に政治的および社会的な幅広い議論を呼び起こした。 2011年7月、政府は国家予算から1,000万ウルグアイペソを歳出し、利用可能な人材と技術を検討する専門アドバイザーを雇って、間もなくウルグアイが原子エネルギー評価のフェーズ1に入ることを発表した。

## 機関

### 放射線防護の国家規制当局
放射線防護の国家規制当局(Autoridad Reguladora Nacional en Radioprotección)は、産業エネルギー省の下部組織である。 2005年12月19日の法律17930の173条および174条によって創設された。それは電離放射線の放出を統制するウルグアイで唯一のものである。 技術的にも専門的にも独立しており、放出に曝露される人の安全を管理するものを除くと、原子力に関連するいずれの機関とも繋がりがない。

### 国立原子エネルギー委員会
国立原子力技術局により法律15809（342条）が制定されて以降、国立原子エネルギー委員会(Comisión Nacional de Energía Atómica)は新しい執行部の理事が議長を務めるようになり、国内および国際的な原子力指針に関する首脳部への助言を行うようになった。1996年1月、同委員会は国立原子力技術局と統合された。

### 国立原子力技術局
国立原子力技術局(Dirección Nacional de Tecnología Nuclear) は、1986年に法律15809（340条）によって創設され 、計画012「原子力エネルギーの応用に関する研究」の途上にあるサブプログラム「原子力技術の推進」を実行するという任務を行っている。また、原子力技術の提唱を計画、調整、実施する責任があり、国家の原子力指針によって確立された一般ガイドラインに基づいて活動している。

### 原子力研究センター

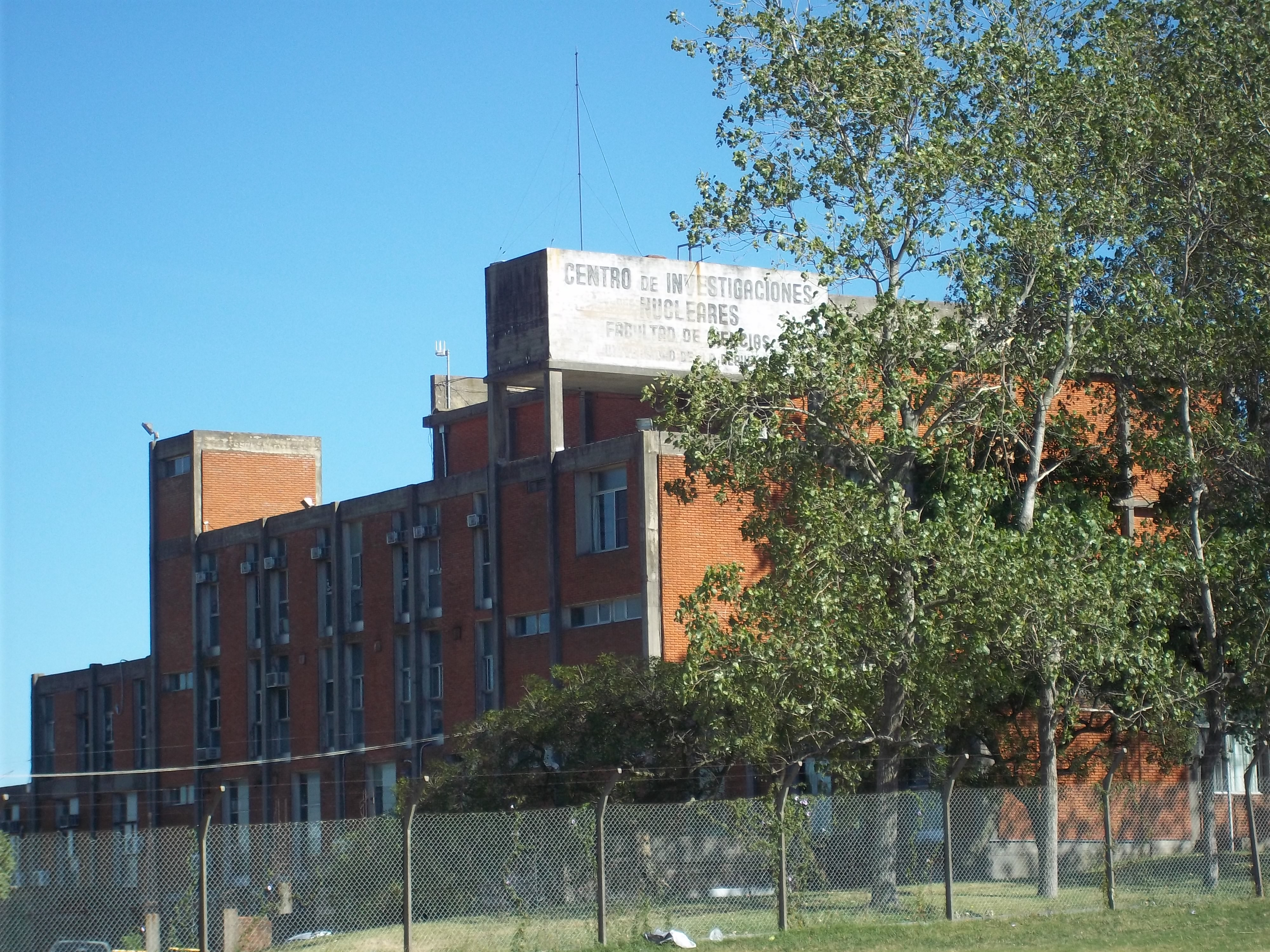
原子力研究センターの建物

原子力研究センター (Centro de Investigaciones Nucleares, 略称CIN) は、ウルグアイ共和国大学(UdelaR)と国立原子力委員会間の協定の枠組みにおいて、学際的な研究機関として1966年に設立された。1990年にUdelaRの理学部が設立されたことに伴い、大学の中央理事会はこの学部の領域内に研究所を組み込むことを決定した。CINは国内唯一の設備が整ったインフラであり、放射性物質を扱ったり作業するための人材を訓練している。

## 歴史

### 研究用原子炉の購入と設置
1964年、アメリカ合衆国政府は「平和のための原子(Atoms for Peace)」と題した会議を米国で開催し、研究目的用の小型で低出力な原子炉がそこに持ち込まれた。結果として、ウルグアイ政府は米国からの原子炉購入を申し入れた。そのため両政府は、国際原子力機関(IAEA)の援助を借りて、1965年に以下のリース契約を締結した。米国はウルグアイに対して原子炉燃料として使用する目的のウラニウム16049.57g（うち3182.63gがウラン235）、プルトニウム79.98g、そして2つの核分裂計数管（それぞれ1.68gのウラン中に1.51gの同位体ウラン235を含む）を備えた5つのキュリウム-プルトニウム-ベリリウム中性子源からなる核分裂性物質を移譲する。2つ目の合意として、米国は研究炉をウルグアイに移譲し、設置に関する技術支援を提供することを約束した。その見返りに、ウルグアイは原子炉の使用料、核燃料の使用料を支払うことを承諾し、いかなる状況でもこの燃料を第三国に移転しないことを承諾した。
100KW原子炉 は、もともと1959年から1962年にかけてアメリカ原子力委員会の南米向け展示品が発端であり、1970年代に教育、研究、技術スタッフの訓練を目的としてウルグアイに常設され、原子力研究センター （マルビン・ノルテ地区）の建物内に置かれている。
建物の半分はマリエッタ (ジョージア州)のロッキード社によって製造された原子炉用であり、設置費用込みで当時200万ウルグアイ・ペソを国家投資で購入した。その後、ウルグアイは政府予算から2,000万ペソを投じてこの建物を建設し、稼働させた。法律13640の259条は、この原子炉がウルグアイ政府の財産であり、国家原子エネルギー委員会の管轄下にあることを規定している。
この原子炉は、1970年代後半から1985年まで稼働していたが、腐食の問題により稼働停止された。燃料要素は炉心から取り除かれてて乾式貯蔵庫に入れられ、米国へ輸送されるのを待っている。この施設の設置については世論での論争は起こらなかった。

### 原子力発電所の発表
ゴイアニア事故の1年後にしてチェルノブイリ事故の2年後、ウルグアイはフリオ・マリア・サンギネッティ大統領（第1期）任期中にカナダとの協議を開始して、1988年に原子力に関する協調合意が調印されるまで進められた。この事実は1992年の地球サミットまで知らされなかった。この合意はルイス・アルベルト・ラカージェ大統領の任期中の1992年に、議会で大半が批准された。また、ウルグアイにおけるこの方法を用いた発電の可能性を評価することを目的とした、作業部会が創設された。
原子力発電所の設置は合意で言及されていなかったものの、報告書の第2条項（全政党によって署名され、1992年8月18日の定例会議で衆議院による検討に昇格した）が、先の合意に基づいた法律16.226の施行が引き起こしうる原子力発電所の設置には、法律による承認が必要であることを確立していた。
IAEAからの融資が付いたパソ・デ・ロス・トロスにおける原子力発電所建設の可能性に関する1992年の発表は、懸念不安を生じさせて様々な社会運動が巻き起こった、それはチェルノブイリ災害から間もない時期だったことに一部起因するものだった。この問題について人々に周知させるべく、リベラ市とタクアレンボー市で市民集会が行われ、後者には400人以上が参加した。また、アルティガス市の省庁はこの問題について声明を発表し、パソ・デ・ロス・トロスの地方委員会はこのプロジェクトに反対すると宣言した。パソ・デ・ロス・トロスの子供たちでさえ、ウルグアイ議会の上院議員と下院議員に手紙を送って、原子力施設の設置に反対票を投じた。 約6,000人が抗議のデモ行進を行い、 モンテビデオや国内様々な地域の人々が参加して、ネグロ川に架かる道路橋全体を埋め尽くした。これらの社会的な示威活動は、政党の参加がないまま市民自身によって実施された。これらの運動は、国内での原子力エネルギーの使用を禁止する第27条を含む法律16.832の採択で終了した。

### 法律16.832と原子炉の解体
法律の施行がされると、CINの原子炉は停止および解体され、米国に戻された。その後、原子炉を収容する施設の解体およびこれまでの原子炉使用により生じた放射性廃棄物の管理と処分に対して、120万ウルグアイペソが2001年の国家予算から割り当てられた。それ以来、炉を保持するために設計されたCINの施設は空のままである。
2004年に、セルジオ・アブレウ・ボニージャ上院議員は原子力の利用実現可能性の調査が実施できるようこの法律を廃止する法案を提出したが、これは不成立に終わった。
タバレ・バスケス大統領の下にある行政部門がIAEAの推奨する基準に従って原子力発電の研究に専念する超党派委員会(Tribunal Ciudadano)を創設した2007年まで、原子力問題に関する国家レベルでのさらなる言及は無かった。このことは、同国のエネルギー危機を理由に、原子力発電および原子力プラント設置の利便性に関する全国的な議論を再発させた。

### 新たな議論
議論が再開された時、専門家、政治家、メディア、軍隊から意見が聴収された。IAEAラテンアメリカ地域の原子力顧問ディーヴァ・プイグによれば「原子力に関する議論は（中略）社会のいかなる分野も排除してはならない」とのことだった。CINの理事であるジャスト・ライツは彼女に同意して「エネルギー問題は科学的な議論および判断の一部であるべき」だから「政治的観点のみでこの問題が議論されることには賛同しない」との見解を述べた。
原子力発電所を導入する可能性について、プイグは「世界にウルグアイができて以来、エネルギーを大規模に生産する別の代替手段が私には見当たらない」と述べた。一方、ライツは次のように述べた「原子力発電所には多くの利点があり、公害はゼロだが、リスクもある。決定を下す前に、国が最大限のセキュリティシステムを提供する条件があるのかを検討する必要がある。原子力に関して、見過ごすことができる潜在リスクは存在しない」。
UdelaR理学部の原子力センター理事は「原子炉は需要をカバーし、おそらく近隣諸国にエネルギーを売ることさえできるだろう。(中略）原子力発電所は火力よりも公害が遥かに少なく」 産生された放射性廃棄物は「定められた手順に従って、封じ込められてシールドされ、安全に保管することが可能だ」と述べた。
発電プラントや人員訓練を導入するプロセスには10-15年かかり、約35億ユーロという費用が2008年に推算された。物理学や原子力工学といった各分野での研修、その分野に精通した弁護士、そして1970年代に使用されたような訓練用の原子炉などが必要となってくる。問題の1つは、現在活用できる地域に専門家がまったくいない点である。IAEAは、国家があらゆる保証付きで原子力発電所の建設を決定した場合に、専門知識および訓練を提供することで各国をサポートしている。
2010年、市民裁判所(Tribunal Ciudadano)のメンバーは誰一人として、2030年から原子力計画を開始する実現性に賛成しなかった。ただし、彼らが言うには、技術の進歩により関連するリスクが最小限に抑えられた場合、または将来の研究で現在まだ分かっていない情報が提供された場合は、それを受け入れることもあるとした。なお、ウルグアイのように人口の少ない国だと、地域経済の規模からして上述の費用では全くと言っていいほど利益が出ない。加えて、ウルグアイにおける再生可能エネルギーへの投資増加と石油の存在調査により、原子力の議論は後回しにされた。ラモン・メンデスは次のように述べている。

それはかなり明白になったようです。次の2つの理由からです。まず、2007-2008年に議論が始まった時点ではこうしたものは存在してませんでした。そして各政党での合意に至った20年間の指針がありませんでした。こうした競争力ある価格で再生可能エネルギーを生み出す事にここまで成功できうることを我々は知らなかったのです。そのため青写真（将来の展望）が変わったのです。次に、福島（の原発事故）が起きました。そして重要なことが2つ。第一に、原子力オプションを分析していた世界の50余か国のうち、残っているのは僅か2・3か国で、それらの国々は判断を保留しています。原子力を稼働していた（一部の）国々は、ドイツをはじめ多くが現在は原子力発電所を休眠させています。しかし、もう一つの結論としては、投資家の観点から原子力が魅力的でなくなったことです。それはハイリスクであり、福島自体は死に至らなかったものの、事実として200億ドルの価値があった4つの原子炉が使い物にならなくなってしまいました。—ラモンメンデス、国家原子力技術局長

## 法制
研究の性質上X線やその他の放射線に被曝する職務を遂行する必要がある、またはそれら放射線関連の取扱いを要求される人々の退職給付に関する事案の法律は、1937年までに制定された。
1997年に「国家電気制度の改訂およびエネルギー規制部署の創設」と題された法律16832が承認され、その27条でウルグアイにおける原子力エネルギーの使用禁止が次のように制定された。

本国における原子力の使用は禁止されている。卸売電力市場の職員は誰であれ、国家を汚染する原子炉または海外の原子炉によって電気を供給する契約を結ぶことはできない。
「放射線防護と人、財産、環境の安全」に関する法律19056も制定された。これは「放射線の悪影響から職業被曝した人物、一般公衆、財産、そして環境の保護に関する放射線防護と安全性を確保するため、リスクと放射線による損傷を回避または最小限に抑えたり、放射線源と建物の物理的保護も確保する」ことを目的に予防と手順の一般的な流れを確立することを意図したものである。
国家が国際的に義務を負う国際法の観点から、ウルグアイは原子力エネルギーおよび関連の諸問題に関する以下の条約に署名または批准した。
- ラテンアメリカ及びカリブ核兵器禁止条約（トラテロルコ条約）、は1967年2月14日にメキシコシティ（当時は連邦区）で署名され、1968年7月1日の法律13669によって批准された[40]。
- 1968年の核拡散防止条約は、1970年6月4日の法律13859によりに批准。
- 原子力事故の早期通報に関する条約と原子力事故または放射線緊急事態の場合における援助に関する条約は、いずれも1986年9月29日に国際原子力機関の総会で制定され、1989年10月11日の法律16075により批准[41]。
- 1963年の原子力損害についての民事責任に関するウィーン条約および、この条約での紛争を強制解決するための選択議定書が、1989年10月11日の法律17051により合意される[42]。
- ニューヨークでの包括的核実験禁止条約は1996年9月24日に採択となり、2001年6月13日の法律17348により批准[43]。
- 原子力の安全に関する条約は1994年9月20日にウィーンにて採択され、2002年11月29日の法律17588により批准[44]。
- 1979年10月26日の核物質の防護に関する条約は、2003年8月1日の法律17680により批准[45]。
- 1997年9月5日のウィーンでの使用済み燃料管理の安全と放射性廃棄物管理の安全に関する共同条約は、2005年10月17日の法律17910により承認[46]。

## 海外の原子力発電所との近さ
その近接性のため、コロニア・デル・サクラメントから僅か70km、モンテビデオから295kmの位置にあるアトーチャ1号原子力発電所（1974年に稼働開始）を、ウルグアイ政府は緊密に監視している。

## 世論調査
2010年10月から2011年3月にかけて、世論調査会社Factumがウルグアイ領土に原子力発電所を設置することへの賛否やこれら原子力発電所に関する彼らの感情を評価するための人口サンプル調査を実施した。最初の調査は2010年10月（福島第一原発事故前）で、その次が2011年3月である。
これらから、次のデータが得られた。
| 原子力発電所の設置に関する意見 |                |
| 福島第一事故以前               | 福島第一事故後 |
|                                |                |
| Data from Factum               |                |